# Hildebrandska husen

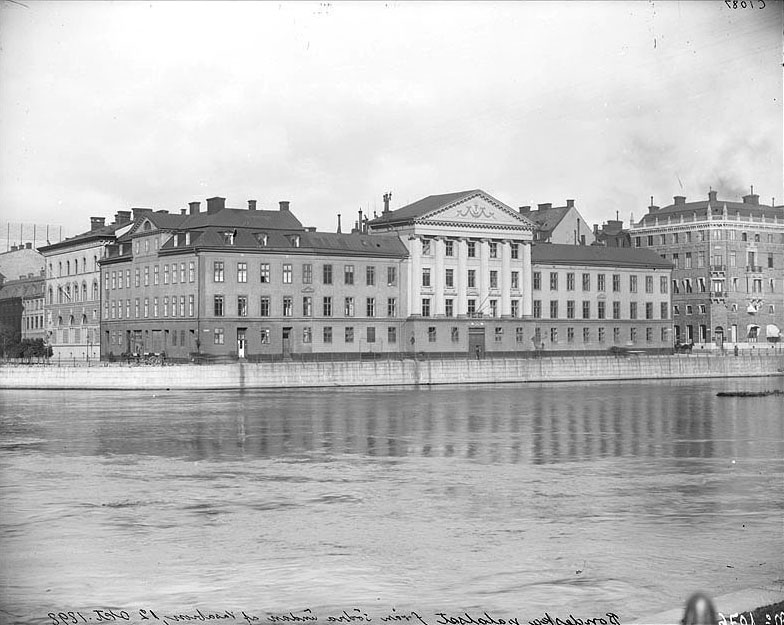
Hildebrandska huset mot Rödbotorget är den ljusa byggnaden till vänster i bilden. Byggnaden till höger om detta, mot Norrström, är Bondeska palatset, Rosenbad. Foto från 1898.

Hildebrandska husen var två byggnader i kvarteret Rosenbad på Norrmalm i Stockholm. De uppfördes för den förmögne ryttmästaren David Henrik Hildebrand omkring år 1780-1800, samtidigt som det angränsande Bondeska palatset. Den ena byggnaden vette mot Drottninggatan 3, och den andra mot nuvarande Rosenbadsparken vid Rödbotorget, och Strömgatan.
Byggnaden på Drottninggatan byggdes om av Erik Palmstedt och möjligtvis skapade han även längan mot Rödbotorget. Den senare byggnaden, som var högre än Bondes, modifierades så att den fjärde våningen doldes under ett mansardtak varmed det undre takfallet sammanföll med taket på Bondeska. Även fönster och listverk samordnades varmed gaveln med dess fem fönsteraxlar blev en inarbetad del i det Bondeska palatsets fasad mot Norrström.
De Hildebrandska husen kom genom arv och giftermål senare i den friherrliga grenen av släkten Bonde, varför de ibland förvirrande kallades de Bondeska husen. Medlemmar av den Bondeska släkten fortsatte att bebo palatset under hela 1800-talet medan våningar även hyrdes ut.
Huset mot Drottninggatan 3 inrymde 1832-1855 Hôtel Garni.